# Sorlada
Sorlada è un comune spagnolo di 50 abitanti situato nella comunità autonoma della Navarra.

## Monumenti e luoghi di interesse
- Basilica di San Gregorio di Ostia